# Eulepidotis evadnes
Eulepidotis evadnes är en fjärilsart som beskrevs av Druce 1898. Eulepidotis evadnes ingår i släktet Eulepidotis och familjen nattflyn. Inga underarter finns listade i Catalogue of Life.